# Lagunair
LagunAir Lineas Aereas war eine spanische Regionalfluggesellschaft mit Sitz in León.

## Geschichte
Die ursprünglich im Besitz des Leon-Airport-Konsortiums befindliche Fluggesellschaft begann ihren Flugbetrieb am 29. September 2003 mit einem Flug von Leon nach Barcelonas El Prat Airport. Der Flugbetrieb musste im Januar 2005 auf Grund von technischen Problemen und Missmanagement des Leon Airports vorläufig eingestellt werden. Im Februar 2005 wurde die Gesellschaft von der AGELCO Gruppe, eine Leoner Investorengruppe, gekauft. Hierbei wurden der Investor und die Fluggesellschaft von der lokalen Regierung stark unterstützt.
Unter dem neuen Eigentümer wurde die Gesellschaft reorganisiert und versucht, eine Langzeitstrategie zu entwickeln, um LagunAir zur führenden Regionalfluggesellschaft von Castilla-Leon zu machen. Im Mai 2005 wurden E-Tickets eingeführt und mehrere Abkommen mit mehreren großen spanischen Reiseunternehmen geschlossen. Durch eine Kapitalerhöhung um 14 Mio. Euro konnte die bestehende Saab Turboprop-Flotte durch Embraer-Jets ersetzt werden, um von weiteren Flughäfen Castilla-Leons Liniendienste aufzubauen.
Der Flugbetrieb konnte am 1. März 2005 zwar wieder aufgenommen werden, jedoch wurde von Lagunair am 8. Oktober 2008 auf der Internetpräsenz offiziell verkündet, dass der Flugbetrieb ab 9. Oktober 2008 vorerst eingestellt wird. Als Grund dafür wurde die wirtschaftlich schwierige Lage der Luftfahrtindustrie angeführt. Alle 150 Mitarbeiter wurden zudem aus dem Unternehmen entlassen.

## Flugziele
LagunAir betrieb Liniendienste zu 19 Städten auf dem spanischen Festland, darunter Barcelona, Madrid, Salamanca und Valencia sowie nach Mallorca, Menorca und Ibiza. Die Hauptbasis war Leon Airport mit Drehkreuzen in Burgos Airport, Valladolid Airport und Salamanca, von wo aus die Region Castilla-Leon mit spanischen Großstädten verbunden wurde.

## Flotte

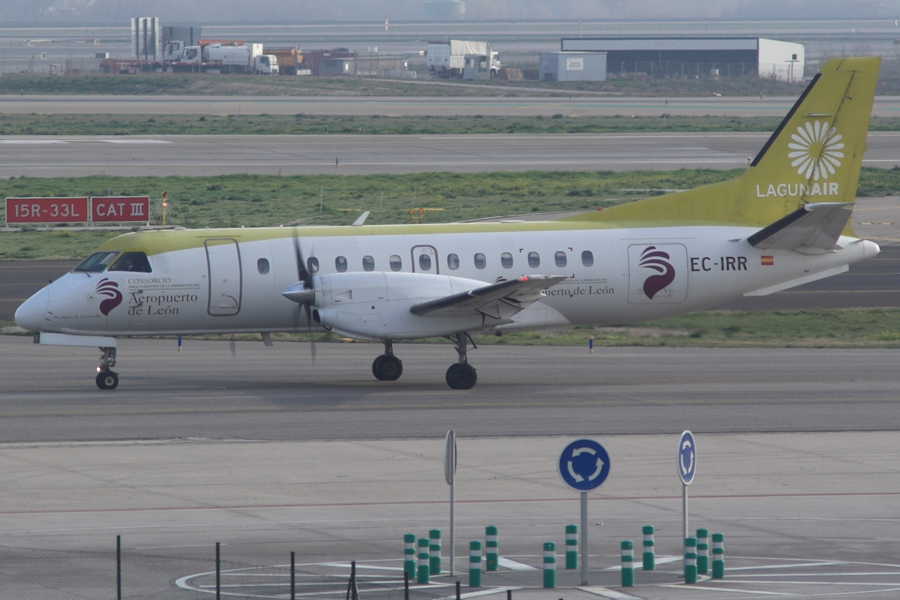
Eine Saab 340 der LagunAir

Zuletzt bestand die Flotte der LagunAir aus drei Flugzeugen:
- 3 Embraer ERJ 145